# Christian Schicha
Christian Schicha (* 14. Juli 1964 in Mülheim an der Ruhr) ist ein deutscher Medienwissenschaftler und Professor für Medienethik an der Friedrich-Alexander-Universität Erlangen-Nürnberg am Standort Erlangen.

## Leben
Christian Schicha studierte Kommunikationswissenschaft, Germanistik und Philosophie an der Universität Duisburg-Essen, wo er auch seine Promotion erlangte. Er arbeitete an der Universität Dortmund im DFG-Schwerpunktprogramm „Theatralität“ im Fach Politikwissenschaft und bekam ein Stipendium durch die Deutsche Forschungsgemeinschaft. Seine Habilitation erwarb er an der Universität Marburg im Fach Medienwissenschaft mit einer Arbeit zur Theatralität von Mediendiskursen im Rahmen der politischen Kommunikation. Ab 2008 war er Professor im Fach Medienmanagement an der Mediadesign Hochschule in Düsseldorf.
Schicha war erster Sprecher der Fachgruppe „Kommunikations- und Medienethik“ bei der DGPUK (Deutsche Gesellschaft für Publizistik- und Kommunikationswissenschaft). Er ist aktiv im Netzwerk Medienethik, Vorstandssprecher des Institutes für Informations- und Kommunikationsökologie, verantwortlicher Redakteur der Zeitschrift für Kommunikationsökologie und Medienethik (ZfKM), im Verein zur Förderung der Publizistischen Selbstkontrolle, Mitglied im Deutschen Hochschulverband sowie im wissenschaftlichen Beirat von Lap Concepts und im Fachbeirat des Erfurter Netcode.
Schicha ist weiterhin tätig als Referent für die Bundeszentrale für Politische Bildung, die Jugendmedientage, die Kölner Journalistenschule und die Hamburg Media School sowie als Interviewpartner u. a. für die Sendungen Kulturzeit in 3sat, Nachtmagazin in der ARD, Zapp im NDR und die Aktuelle Stunde im WDR, tagesschau.de ARD, die Westdeutsche Allgemeine Zeitung sowie Leonardo im WDR5.
Christian Schicha ist verheiratet, hat zwei Kinder und lebt in Duisburg und Erlangen. Er ist der Bruder des Schauspielers und Psychologen Ralph Schicha.

### Forschung
Seine Arbeitsschwerpunkte liegen im Bereich der Medienethik und der Politischen Kommunikation. Hier beschäftigt er sich u. a. mit Formen und Ausprägungen von politischer Inszenierung, Selbstkontrolle der Medien und der Fotomanipulation. Zeitschriftenaufsätze publizierte er u. a. für Politik und Kommunikation, Berliner Journalisten, Communicatio Socialis, Ethik und Unterricht, Forum Medienethik, Psychosozial, Medienimpulse und Medien-Journal. Seine Rezensionen sind u. a. in den Fachzeitschriften Publizistik, H-Soz-u-Kult, Medien und Kommunikationswissenschaft, Medienwissenschaft und Message erschienen. Er ist Mitglied im Beraterkreis der vom Hans-Bredow-Institut herausgegebenen Fachzeitschrift Medien- und Kommunikationswissenschaft.

## Veröffentlichungen (Auswahl)
- Wahlwerbespots zur Bundestagswahl 2017: Analysen und Anschlussdiskurse über parteipolitische Kurzfilme in Deutschland Wiesbaden 2019 (Herausgeber)
- Medienethik. Grundlagen – Anwendungen – Ressourcen München 2019
- Neuvermessung der Medienethik Weinheim und Basel 2015 (Herausgeber mit Marlis Prinzing, Matthias Rath und Ingrid Stapf)
- Jahrbuch Medien- und Kommunikationsmanagement 2014 München 2015 (Herausgeber mit Helmar Baum und Roland Frank)
- Jahrbuch Medienmanagement 2013 München 2013 (Herausgeber mit Helmar Baum und Saskia Valeska-Bruckner)
- Medien- und Zivilgesellschaft Weinheim und Basel 2012 (Herausgeber mit Alexander Filipović und Michael Jäckel)
- Jahrbuch Medienmanagement 2011 München 2011 (Herausgeber mit Alexander Moutchnik)
- Handbuch Medienethik – Wiesbaden 2010 (Herausgeber mit Carsten Brosda)
- Handbuch Medienmanagement Berlin 2009 (Herausgeber mit Thomas Dreiskämper und Olaf Hoffjann)
- Politik im Spot-Format. Zur Semantik, Pragmatik und Ästhetik politischer Werbung in Deutschland – Wiesbaden 2008 (Herausgeber mit Andreas Dörner)
- Legitimes Theater? Inszenierte Politikvermittlung für die Medienöffentlichkeit am Beispiel der "Zuwanderungsdebatte" – Berlin 2007
- Handbuch Medienselbstkontrolle – Wiesbaden 2005 (Herausgeber mit Achim Baum, Wolfgang Langenbucher und Horst Pöttker)
- Die Theatralität der politischen Kommunikation. Medieninszenierungen am Beispiel des Bundestagswahlkampfes 2002 – Münster u. a. 2003
- Das Private in der öffentlichen Kommunikation. "Big Brother" und die Folgen – Köln 2002 (Herausgeber mit Martin K.W. Schweer und Jörg-Uwe Nieland)
- Talk auf allen Kanälen. Angebote, Akteure und Nutzer von Fernsehgesprächssendungen – Wiesbaden 2002 (Herausgeber mit Jens Tenscher)
- Medien und Terrorismus. Reaktionen auf den 11. September 2001 – Münster u. a. 2002 (Herausgeber mit Carsten Brosda)
- Politikvermittlung in Unterhaltungsformaten. Medieninszenierungen zwischen Popularität und Populismus – Münster u. a. 2002 (Herausgeber mit Carsten Brosda)
- Diskurs-Inszenierungen. Zur Struktur politischer Vermittlungsprozesse am Beispiel der "Ökologische Steuerreform" – Wiesbaden 2001 (mit Thomas Meyer und Carsten Brosda)
- Medienethik zwischen Theorie und Praxis. Normen für die Kommunikationsgesellschaft – Münster u. a. 2001 (Herausgeber mit Carsten Brosda)
- Die Inszenierung des Politischen. Zur Theatralität von Mediendiskursen – Wiesbaden 2001 (mit Thomas Meyer und Rüdiger Ontrup)
- Medieninszenierungen im Wandel – Interdisziplinäre Zugänge – Münster 1999 (Herausgeber mit Rüdiger Ontrup)